# Eot
Pour les articles homonymes, voir EOT.
Eot est une île des îles Carolines. C'est une municipalité du district de Faichuk, dans l'État de Chuuk, un des États fédérés de Micronésie. Elle a une superficie de 1 km² et 407 habitants (2008).